# Вавен (станция метро)
«Вавен» (фр. Vavin) — станция 4-й линии парижского метрополитена. Открыта 9 января 1910 года, находится на границе VI и XIV округов Парижа. 

## История
- Станция открылась 9 января 1910 года в составе пускового участка Шатле — Распай, соединившего северный и южный участки линии 4 непрерывным тоннелем под Сеной. Названа по рю Вавен, носящей имя французского политика Алексиса Вавена.
- Пассажиропоток по станции по входу в 2011 году, по данным RATP, составил 2 242 491 человек[2]. В 2013 году этот показатель снизился до 2 212 681 пассажиров (238 место по уровню входного пассажиропотока в Парижском метро)[3].

## Путевое развитие
- С западной стороны от станции находятся пошёрстный съезд и примыкание служебной соединительной ветви со стороны станции Монпарнас — Бьенвеню линии 12. С восточной стороны начинается служебная соединительная ветвь на станцию «Эдгар Кинэ» линии 6.

## Галерея

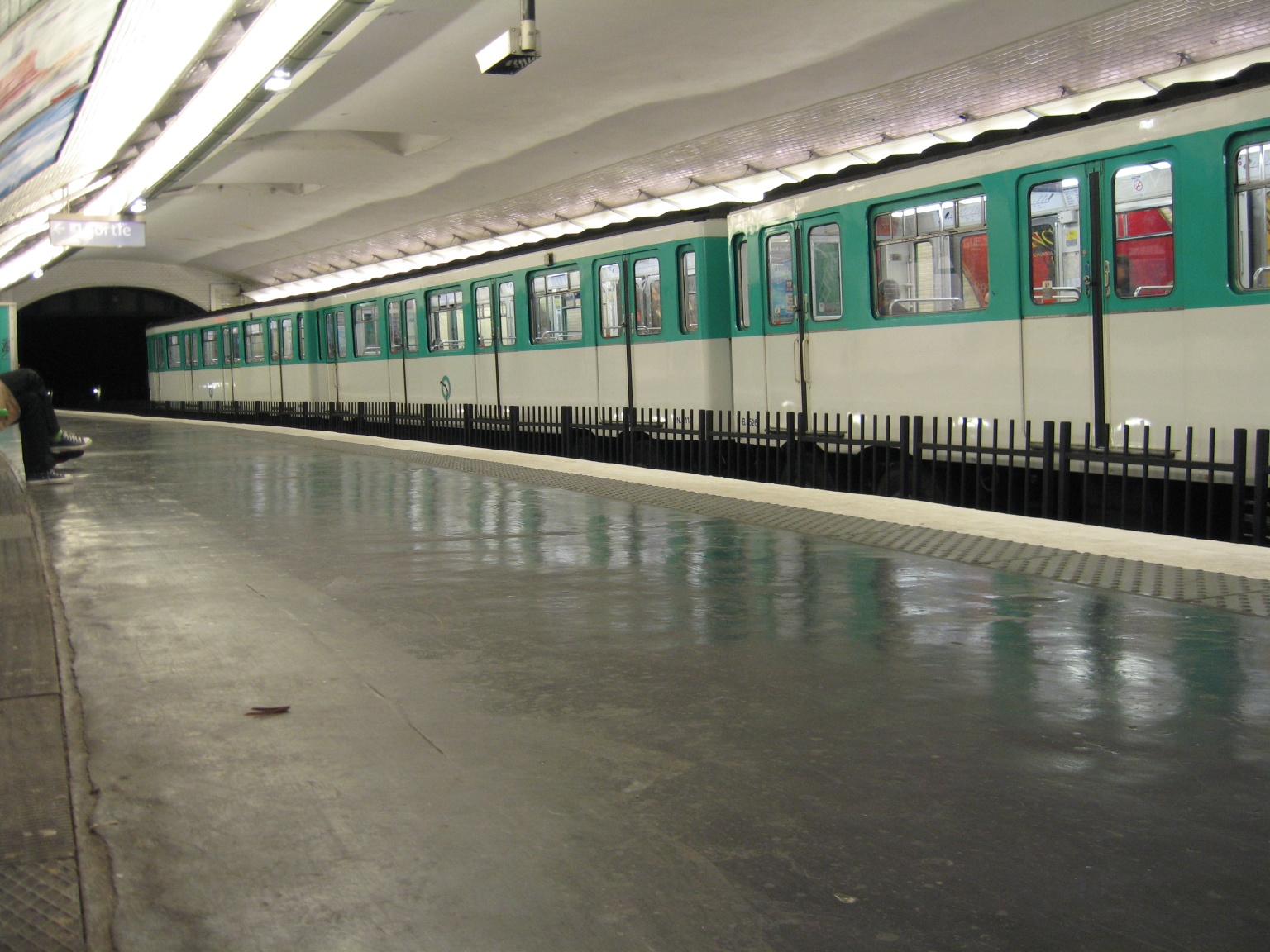
Зал станции
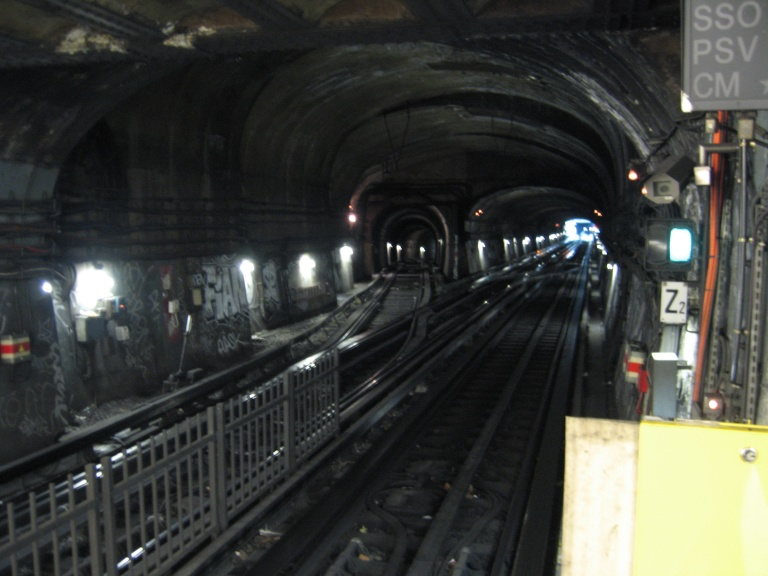
Примыкание ССВ с линии 12
- Состав модели MP 59 на станции